# Aedes niveoides
Aedes niveoides är en tvåvingeart som beskrevs av Philip James Barraud 1934. Aedes niveoides ingår i släktet Aedes och familjen stickmyggor. Inga underarter finns listade i Catalogue of Life.